# Procephalothrix mokievskii
Procephalothrix mokievskii är en djurart som tillhör fylumet slemmaskar, och som beskrevs av Korotkevich 1982. Procephalothrix mokievskii ingår i släktet Procephalothrix och familjen Cephalothricidae. Inga underarter finns listade i Catalogue of Life.